# I Don't Wanna Dance
I Don't Wanna Dance è un singolo del disc jockey e produttore discografico italiano Alex Gaudino, pubblicato il 3 settembre 2012 dalle etichette discografiche 541 e Ultra Music.

## Tracce
Download Digitale (541 / N.E.W.S.)
1. I Don't Wanna Dance (Radio Edit) – 3:07
2. I Don't Wanna Dance (Original Mix) – 6:12
3. I Don't Wanna Dance (Radio Instrumental) – 3:07
4. I Don't Wanna Dance (Original Instrumental) – 6:12

## Classifiche
| Classifiche (2012) | Posizione massima |
| ------------------ | ----------------- |
| Belgio (Fiandre)   | 34                |
| Belgio (Vallonia)  | 52                |